# Маклаков, Алексей Юрьевич
Алексей Юрьевич Маклаков (род. 20 апреля 1966, Ленинград, Ленинградская область) — российский монтажёр. Обладатель премий Navi Mumbai International Film Festival (2015), Золотой орёл (2016), APKIT Awards (2017) за лучший монтаж (фильм «Батальонъ», 2014). Член Союза кинематографистов России.

## Биография
Учился в ЛПИ имени М. И. Калинина. После работы техником во ВНИИ телевидения перешёл на Ленинградское телевидение на должность ассистента режиссёра.
В 1991 году начал свою деятельность в качестве монтажёра в «Студии Новоком». В 1990-х годах монтировал программу «Городок», клипы, музыкальные программы. После знакомства с режиссёром Игорем Масленниковым и работой с ним на картине «Зимняя вишня-3» окончательно связал свою деятельность с кино и смонтировал почти все фильмы Игоря Масленникова. 

## Фильмография
| Год      | Название фильма     | Режиссер           |
| -------- | ------------------- | ------------------ |
| 2021     | Аманат              | Антон Сиверс       |
| 2019     | Невиновен           | Андзор Емкуж       |
| 2019-... | Ничья земля         | Андрей Либенсон    |
| 2019     | Спасти Ленинград    | Алексей Козлов     |
| 2018     | Два билета домой    | Дмитрий Месхиев    |
| 2016     | Птица               | Ксения Баскакова   |
| 2015     | Батальонъ           | Дмитрий Месхиев    |
| 2015     | Братья              | Валентин Шустер    |
| 2015     | Женщина в беде 2    | Алексей Праздников |
| 2013     | Василиса            | Антон Сиверс       |
| 2012     | Наследница          | Андрей Либенсон    |
| 2012     | Белая гвардия       | Сергей Снежкин     |
| 2011     | Настоящие           | Евгений Звездаков  |
| 2011     | Отрыв               | Сергей Попов       |
| 2010     | Дом на обочине      | Антон Сиверс       |
| 2010     | Робинзон            | Сергей Бобров      |
| 2009     | Одержимый           | Евгений Звездаков  |
| 2009     | Вербное воскресенье | Антон Сиверс       |
| 2009     | Человек у окна      | Дмитрий Месхиев    |
| 2009     | Банкрот             | Игорь Масленников  |
| 2008     | Взятки гладки       | Игорь Масленников  |
| 2008     | Каменская 5         | Антон Сиверс       |
| 2008     | Волшебник           | Андрес Пуустусмаа  |
| 2008     | Качели              | Антон Сиверс       |
| 2008     | Тот кто гасит свет  | Андрей Либенсон    |
| 2007     | Ночные посетители   | Игорь Масленников  |
| 2007     | Серебряный самурай  | Владимир Котт      |